# Франсис Нюбек
Франсис Грегъри Нюбек (на английски: Francis Gregory Neubeck) е американски тест пилот и полковник от USAF.

## Образование
Франсис Нюбек завършва гимназия в родния си град. През 1955 г. завършва Военноморската академия на САЩ, Анаполис, Мериленд с бакалавърска степен по инженерни науки. През 1972 г. става магистър по бизнес администрация в университета „Обърн“, Алабама.

## Военна кариера
Франсис Нюбек постъпва в USAF през 1955 г. (въпреки че е възпитаник на USN), защото преценява, че възможностите за кариера в авиацията са по-големи, отколкото във флота. В края на 50-те години става специалист по оръжейни системи и инструктор. През 1960 г. завършва школа за тест пилоти в авиобазата Едуардс, Калифорния. През 1962 г. достига до предпоследния етап в селекцията на Група НАСА-2. Избран е за астронавт от USAF през 1965 г. в Група 1965 MOL-1. През 1966 г. завършва успешно курса на обучение и получава квалификация „астронавт на USAF 3-ти клас“. През 1969 г. Програмата MOL е закрита и Нюбек се завръща на активна военна служба. В началото на 70-те години участва във Виетнамската война. След това е командир на Центъра по тактически въоръжения на USAF, авиобаза Еглин, Флорида.

## Политическа кариера
След като напуска USAF през 1986 г., Ф. Г. Нюбек прави един неуспешен опит в политиката като член на Републиканската партия. След провала на изборите започва работа в частния сектор.

## Личен живот
Франсис Нюбек е женен и има едно дете. Живее във Флорида.